# 塔夸蒂

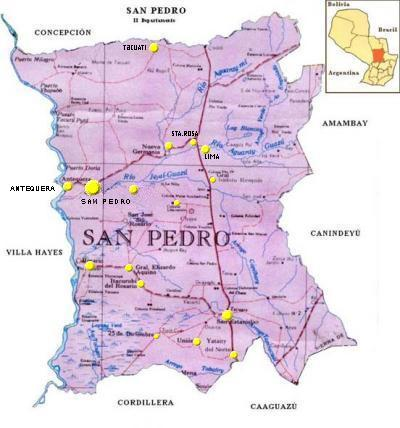

塔夸蒂（西班牙語：Tacuatí），是巴拉圭的城鎮，位於該國中部，由聖佩德羅省負責管轄，距離亞松森213公里，面積2,283平方公里，海拔高度102米，2002年人口11,301，人口密度每平方公里4.95人。